# Henriette Charlotte von Pöllnitz

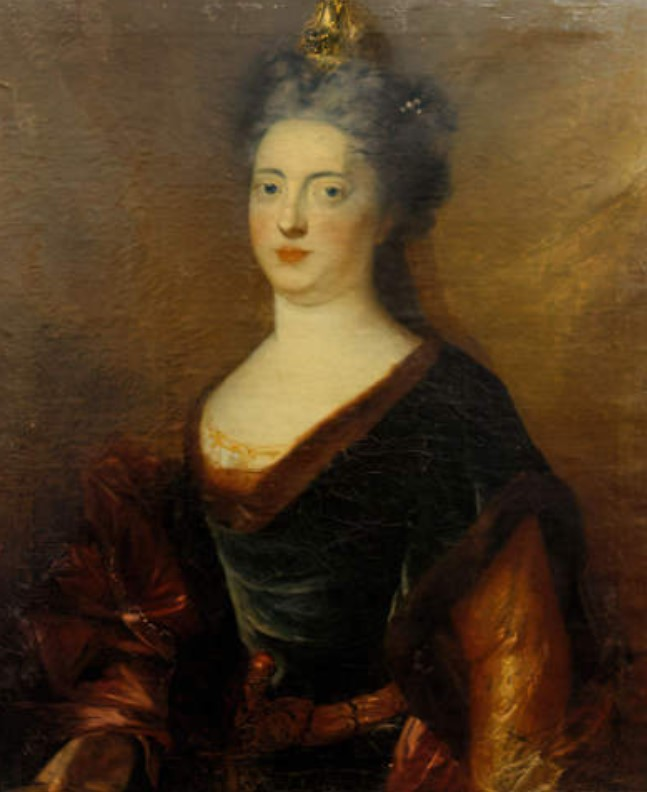
Kammerfräulein Henriette Charlotte von Pöllnitz;
Ölgemälde von Matthäus des Angles, um 1700, Berlin

Henriette Charlotte von Pöllnitz, auch von Pelniz und von Pelnits (geboren um 1670 in Hannover; gestorben 25. Juli 1722 ebenda) war „Erstes Kammerfräulein“ der ersten preußischen Königin Sophie Charlotte.

## Leben
Henriette Charlotte wurde um 1670 in Hannover als Tochter von Luise von Börstel geboren. Christoph Wilhelm von Brandt war ihr Stiefbruder, Henriette Eleonore von Pöllnitz ihre Tante.
Ab 1688 diente sie am Hof von Berlin zunächst als Kammerfräulein der Kurfürstin, späteren Königin Sophie Charlotte. 1701 wurde von Pöllnitz in den Rang des Ersten Kammerfräuleins erhoben. Sie war eine enge Vertraute der Königin, die sie „Ma cheré Pelnitz“ (Meine teure Pölnitz) nannte. Zu den Aufgaben von Pöllnitz gehörte die Organisation der Aufführungen von Opern und Singspielen sowie der Feste, die auf Schloss Lietzenburg, dem späteren Schloss Charlottenburg, stattfanden.
Zwischen 1697 und 1704 verfasste sie mehrere Texte für Opernlibretti von Bartolomeo Ortensio Mauro. Sie war für die Unterhaltung der Königin zuständig und schrieb im Auftrag von Sophie Charlotte Komödien, Erzählungen und Gedichte. Von Pöllnitz wirkte an den Aufführungen auch selbst mit. So adaptierte sie die Erzählung Das Gastmahl des Trimalcion von Petronius in einer Karnevalssatire, die im Februar 1702 im Leineschloss in Hannover zur Aufführung kam und in der sie die Rolle der Fortunata übernahm. Zugleich war sie für die gesamte Ausgestaltung des Banketts zuständig, wozu Speisen und Getränke für die Bewirtung der Gäste ebenso gehörten wie die Bereitstellung der Kostüme für die Mitwirkenden. Eine weitere Komödie der von Pöllnitz wurde während eines Festes am 2. Juni 1703 aufgeführt. Für die Oper Le nozze di Taiminga, Principessa della Cina (Die Hochzeit Taimingas, Prinzessin von China) eines unbekannten Komponisten, die im Oktober 1704 am Hof aufgeführt wurde, sorgte sie für die Ausstattung und die Bühnenkostüme.
Einige dieser Veranstaltungen waren sehr freizügig und missfielen dem König Friedrich I. Er urteilte, „die Pöllnitz müsse viel lesen, um all das in die Wege zu leiten, aber sicherlich nie die Bibel.“ Von Pöllnitz hingegen bemerkte in einer Einladung, die sie im Auftrag der Königin am 8. April 1702 an Gottfried Wilhelm Leibniz richtete: „… vous ne pourie[z] `a la verit´e mieu faire que de venir presentement. … wan die Katze nicht zu haus ist dansen die meuse auff die bencke, …“ (deutsch: Sie könnten es nicht besser machen, als jetzt zu kommen. … wan die Katze nicht zu haus ist dansen die meuse auff die bencke, …).
Charlotte von Pöllnitz korrespondierte mit dem Universalgelehrten Gottfried Wilhelm Leibniz, dessen Korrespondenz Teil des Weltdokumentenerbes der UNESCO ist. Zwischen 1700 und 1707 wechselten insgesamt 26 Briefe von Leibniz zu von Pöllnitz oder umgekehrt.
Nach dem Tod der Königin Sophie Charlotte im Jahr 1705 kehrte von Pöllnitz an den Hof in Hannover zurück.
Die Unverheiratete starb 1722 in ihrer Geburtsstadt Hannover im Alter von etwa 52 Jahren.

## Trivia
Die Oper Artaserse von Johann Adolf Hasse, das Libretto schrieb Pietro Metastasio, enthielt in einer neuen Fassung, die anlässlich der Wiedereröffnung des Markgräflichen Opernhauses in Bayreuth am 12. April 2018 Premiere hatte, auch Texte aus Briefen der Markgräfin Wilhelmine von Bayreuth. Die Neufassung der Oper besteht aus insgesamt 19 Szenen. In die zweite Szene wurden folgende Briefsätze der Markgräfin Wilhelmine aufgenommen: „Das Fräulein Pöllnitz genoss großes Ansehen am Hof von Hannover. Sie war eine Ehrendame und Favoritin der Königin Charlotte, meiner Großmutter; Ihre giftige Zunge verschonte niemanden.“